# Dicaeum malaitae
Dicaeum malaitae är en fågelart i familjen blomsterpickare inom ordningen tättingar. Den betraktas allmänt som en del av salomonblomsterpickare (Dicaeum aeneum), men urskiljs sedan 2013 som en egen art i The Howard & Moore Complete Checklist of the Birds of the World. Fågeln förekommer enbart på ön Malaita i Salomonöarna. IUCN erkänner den inte som art, varför den inte placeras i någon hotkategori.